# Daniel Ávila
Daniel Rosenzweig Ávila (Rio de Janeiro, 28 de dezembro de 1984) é um ator e dublador brasileiro.

## Biografia
Iniciou sua carreira ainda criança, aos 6 anos de idade ao ser escolhido num teste, entre mais de cem crianças, para fazer o papel de Azelino (Zezinho), filho de Zé Trovão, na novela A História de Ana Raio e Zé Trovão da extinta TV Manchete. De lá para cá não parou mais: Foram trabalhos em novelas, seriados, minisséries, vídeos educativos, Teatro e Cinema. Em 2007 ganhou seu primeiro papel como protagonista, interpretando o doce e honesto Beto, na novela Amigas & Rivais, do SBT. O ator também é dublador desde os 9 anos. É formado em cinema, com pós-graduação em Cuba.

### Vida pessoal
O ator foi casado com a atriz Karla Tenório com quem tem uma filha, Flor. O casamento com Karla durou de 2007 até 2016. Ambos trabalharam juntos nas novelas Agora É que São Elas, na Rede Globo e Amigas e Rivais, no SBT.

## Carreira

### Televisão
| Ano  | Título                             | Papel                               | Notas                                |
| ---- | ---------------------------------- | ----------------------------------- | ------------------------------------ |
| 1990 | A História de Ana Raio e Zé Trovão | Zezinho (Azelino Ferreira)          |                                      |
| 1993 | Você Decide                        | Júnior                              | Episódio: "Laços de Sangue"          |
| 1993 | Família Brasil                     | Leozinho (Leonardo)                 |                                      |
| 1994 | A Viagem                           | Dudu (Eduardo Jordão)               |                                      |
| 1997 | Malhação                           | Príncipe Hassan                     | Temporada 3; Participação            |
| 1998 | Corpo Dourado                      | Kris (Krishtna Filho)               |                                      |
| 1998 | Era uma Vez...                     | Namorado de Cema                    | Episódio: "2 de outubro"             |
| 2000 | Você Decide                        | Daniel                              | Episódio: "Vitória Total e Absoluta" |
| 2000 | Malhação                           | Bruno Simões                        | Temporada 7; Participação            |
| 2003 | Agora É Que São Elas               | Bruno                               |                                      |
| 2004 | Um Só Coração                      | Rudá de Andrade                     |                                      |
| 2005 | Floribella                         | Adriano Ribeiro                     | Temporada 1                          |
| 2006 | O Profeta                          | Tony (Antônio Ribeiro de Sousa)     |                                      |
| 2007 | Amigas e Rivais                    | Beto Delaor (Roberto Delaor Júnior) |                                      |
| 2009 | Cinquentinha                       | Bruno Vilela                        |                                      |
| 2012 | Rei Davi                           | Jonadabe                            |                                      |
| 2014 | Milagres de Jesus                  | Bartimeu                            | Episódio: "O Cego de Jericó"         |
| 2015 | Se Eu Fosse Você                   | Jota                                | 1 episódio                           |

### Teatro
| Ano  | Título                           | Papel    |
| ---- | -------------------------------- | -------- |
| 1992 | Capitães da Areia                | Fuinha   |
| 2001 | Chapeuzinho Vermelho - O Musical | caçador  |
| 2002 | Índigo & Blues                   | Guto     |
| 2003 | Endependência                    | Salvador |
| 2004 | Índigo & Blues                   | Felipe   |
| 2009 | Bodas de Sangue                  |          |
| 2010 | Grupo "Tá na Rua"                | Nelsin   |
| 2010 | Escola de Molieres               | Juan     |
| 2011 | Entre outras e muitas coisas     |          |

### Filmes
| Ano  | Título                      | Personagem | Notas          |
| ---- | --------------------------- | ---------- | -------------- |
| 1998 | Simão, o Fantasma Trapalhão | Léo        |                |
| 2006 | Oi, Meu Amor                | Gustavo    | Curta-metragem |
| 2010 | Amor por Acaso              | Paulo      |                |
| 2022 | Hashtag                     | Daniel     |                |

### Dublagem
| Título                                    | Papel                  |
| ----------------------------------------- | ---------------------- |
| O Conde de Monte Cristo                   | Albert Mondego         |
| Peter Pan: De Volta à Terra do Nunca      | Peter Pan              |
| Veronica Mars                             | Logan Echolls          |
| Cómplices al rescate                      | Omar                   |
| Drama Total: Corrida Alucinante           | Brody                  |
| Veronica Mars                             | Logan Echolls          |
| Game of Thrones                           | Ramsay Bolton (1ª voz) |
| Narcos                                    | Carlos Lehder          |
| Arrow (série de televisão)                | Dr. Douglas Miller     |
| American Horror Story                     | Andy                   |
| The Lying Game                            | Justin Miller (1ª voz) |
| Assassin's Creed III                      | Kanen’tó:kon           |
| Assassin's Creed: Freedom Cry             | Adicional              |
| Watch Dogs (jogo eletrônico)              | Tyrone "Bedbug" Hayes  |
| Assassin's Creed Rogue                    | Adicional              |
| Far Cry 4                                 | Reggie                 |
| Assassin's Creed Unity - Dead Kings       | Adicional              |
| The Order: 1886                           | Nikola Tesla           |
| Assassin's Creed Syndicate                | Frederick Abberline    |
| The Witcher 3: Wild Hunt – Blood and Wine | Linus                  |
| Bizaardvark                               | Dirk Mann              |
| Rubi                                      | Gatilho                |